# Röhricht-Brennnessel
Die Röhricht-Brennnessel (Urtica kioviensis) ist eine Pflanzenart aus der Gattung der Brennnesseln (Urtica) in der Familie der Brennnesselgewächse (Urticaceae). Weitere deutsche Trivialnamen sind Ukrainische Brennnessel, Sumpf-Brennnessel, Russische Brennnessel, Kiewer Brennnessel und Ufer-Brennnessel.

## Beschreibung

### Vegetative Merkmale
Die Röhricht-Brennnessel ist eine sommergrüne, ausdauernde krautige Pflanze, die Wuchshöhen von selten 30, meist 60 bis 200 Zentimetern erreicht. Neben den wenigen, an den oberen Teilen der Pflanze allerdings dichter stehenden Brennhaaren sind verstreut Borstenhaare vorhanden. Der am Grund liegende, aufsteigende Stängel bildet an den unteren Knoten (Nodien) reichlich Wurzeln. Er besitzt einen Durchmesser von 5 bis 8 Millimetern und ist kaum kantig. Die unteren Internodien sind hohl.
Die gegenständigen Laubblätter sind in Blattstiel und einfache Blattspreite gegliedert. Der Blattstiel ist mindestens halb so lang wie die Blattspreite. Die über 5 cm lange Blattspreite ist länglich mit zugespitztem oberem Ende und herzförmigem Spreitengrund. Der Blattrand ist grob gesägt. Die hellgrüne Blattoberseite glänzt stark. Die Blattunterseite besitzt auffallend gelblich-weiße Blattadern. Die Nebenblätter sind breit eiförmig und am Grund bis zu 15 Millimeter breit. Die Nebenblätter der oberen Blätter sind paarig bis zur Mitte verwachsen.

### Generative Merkmale
Die Röhricht-Brennnessel ist einhäusig getrenntgeschlechtig (monözisch). Die oberen Rispen sind weiblich, die unteren männlich.  Die männlichen Blütenstände sind in der Regel kürzer als der Blütenstiel und die weiblichen länger. Das Perigon der weiblichen Blüten ist bis 2/3 geteilt, ihre Zipfel sind in der Mitte am breitesten. Die Frucht ist schmal elliptisch mit einer Länge von 1,6 bis 2 mm. Die Blütezeit reicht von Juli bis August.
Die Chromosomenzahl beträgt 2n = 26.

## Lebensweise und Fortpflanzung
Es handelt sich um einen sommergrünen, rosettenlosen Hemikryptophyten, der ein Rhizom ausbildet. Die Bestäubung findet durch den Wind statt. Die Samenausbreitung findet über Stoß- und Klettausbreitung statt.

## Vorkommen und Gefährdung
Die Röhricht-Brennnessel ist ein Florenelement des submeridionalen bis südtemperaten, kontinentalen Europas. Vorkommen sind aus folgenden floristischen Territorien bekannt: Deutschland, Dänemark, Österreich, Tschechien, Slowakei, Ungarn, Kroatien, Rumänien, Bulgarien, Belarus, Ukraine, Europäisches Zentral-, Ost- und Süd-Russland sowie Israel. Der östlichste Fundort liegt am Fluss Ural. Beim Vorkommen in der israelischen Hula-Ebene wird Einschleppung durch Zugvögel vermutet.
Die deutschen Vorkommen wurden erst 1936 durch eine Arbeit des ungarischen Botanikers Bálint Zólyomi (1908–1997) bekannt. Die Röhricht-Brennnessel kommt selten im Nordosten Sachsen-Anhalts an der Havel, in Mittel- und West-Brandenburg im Havelgebiet, am Müggelsee und bei Baruth sowie in Mecklenburg-Vorpommern in Teterow und im Faulenroster Holz vor. Sie gilt bundesweit als „ungefährdet“, wird jedoch in den Roten Listen für Sachsen-Anhalt und Mecklenburg-Vorpommern auf Länderebene als „potenziell gefährdet“ angesehen. In einer Ausgrabungsstätte bei Friesack im Havelland wurde sie anhand ihrer Früchte aus mesolithischen Schichten nachgewiesen und ihr Status als alteingesessene Art bestätigt.
In Österreich ist die Röhricht-Brennnessel auf die niederösterreichischen March- und Thaya-Auen beschränkt und wird als „gefährdet“ eingestuft.
Die Röhricht-Brennnessel wächst in wärmebegünstigten Stromtälern und Niederungen in Staudenfluren, Röhrichten, Auenwiesen und Auengebüschen. Sie kommt vor in Gesellschaften der Verbände Phragmition und Alno-Ulmion.

## Taxonomie
Die Erstbeschreibung von Urtica kioviensis erfolgte 1843 durch Afanassi Semjonowitsch Rogowitsch. Hugh Algernon  Weddell ordnete sie 1856 der Urtica dioica als Varietät Urtica dioica var. kioviensis (Rogow.) Wedd. unter. Urtica kioviensis wurde aber in der Folge von Gustav Hegi als selbstständige Art beibehalten. Weitere Synonyme sind Urtica radicans Bolla, Urtica bollae Kanitz und Urtica hulensis Feinbrun. 

## Verwendung
Die Röhricht-Brennnessel ist zur Gewinnung hochwertiger Nesselfasern geeignet. Sie kann ähnlich wie die Große Brennnessel zu Nahrungszwecken verwendet werden. So können Suppen, Aufläufe, Salate etc. hergestellt werden. Es gibt neuerdings Wurzelextrakte, die der Prostatavergrößerung entgegenwirken sollen. Die Röhricht-Brennnessel könnte in Zukunft möglicherweise als Futterpflanze für verschiedene Tiere dienen.